# Sal of Singapore
Das Findelkind von Singapore (Originaltitel: Sal of Singapore) ist ein US-amerikanisches Filmdrama aus dem Jahr 1929. Das Drehbuch basiert auf der Erzählung The Sentimentalists von Dale Collins.

## Handlung
Lief Erickson ist Kapitän eines Schiffes, der in einem der Rettungsboote ein verlassenes Baby entdeckt. Im nächsten Hafen kidnappt er die Hafenprostituierte Singapore Sal, damit sie sich um das Kind kümmere. Zuerst ist Sal empört, dennoch trägt sie Sorge um das Baby. Sie bastelt sich ein Milchfläschchen zusammen aus einer alten Whiskyflasche und dem Finger eines Gummihandschuhs. Der erste Maat, der dem Kapitän bei der Entführung Sals geholfen hat, will Sal für sich alleine. Doch Erickson schlägt den Maat nieder und wirft ihn über Bord.
Das Kind erkrankt schwer. Sal und Erickson kämpfen um das Leben des Babys. Das Kind hat hohes Fieber, als das Schiff den Hafen von San Francisco erreicht. Sal will mit dem Kind das Schiff verlassen, als ihr ihr schlechter Ruf bewusst wird. Sie lässt das Baby bei Kapitän Erickson und reist mit dessen Erzrivalen Kapitän Sunday davon.
Nachdem Erickson das Kind sicher untergebracht hat, verfolgt er seinen Rivalen. Auf offener See kann er ihn stellen und das gegnerische Schiff entern. Erickson besiegt Sunday und zwingt ihn dazu, ihn und die nicht unwillige Sal zu trauen.

## Auszeichnungen
Bei der zweiten Oscarverleihung 1930 wurde Elliott J. Clawson für den Oscar in der Kategorie Bestes Drehbuch nominiert.

## Hintergrund
Die Uraufführung fand am 4. November 1928 in einer Stummfilmversion statt. Die Tonfilmversion wurde erstmals am 4. Januar 1929 gezeigt.
Der Titelsong des Filmes Singapore Sal wurde von Al Koppel, Billy Stone und Charles Weinberg komponiert.
1931 wurde Dale Collins Erzählung noch einmal verfilmt. In His Woman standen diesmal Gary Cooper und Claudette Colbert als Hauptdarsteller vor der Kamera. Regie führte Edward Sloman.